# Santa Olalla del Cala
Santa Olalla del Cala è un comune spagnolo di 2 192 abitanti situato nella comunità autonoma dell'Andalusia.

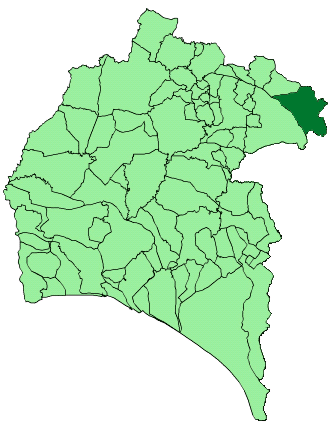
Mappa del comune nella provincia